# Kleine Residenz (1942)
Kleine Residenz ist eine deutsche Kostümfilmkomödie aus dem Jahre 1942 von Hans H. Zerlett mit Fritz Odemar, Lil Dagover und Johannes Riemann in den Hauptrollen.

## Handlung
Die Handlung spielt in  der „guten, alten Zeit“, im Jahre 1910: Im fiktiven Herzogtum Lauffenburg herrscht der soignierte Herzog Albrecht mit Güte und Nachsicht. Seine ganze Liebe gehört dem altehrwürdigen Hoftheater. Zum anstehenden 600. Geburtstag von „Otto dem Eisernen“, der in grauer Vorzeit die Unversehrtheit des Herzogtum bewahrt haben und den Feind in einer Entscheidungsschlacht in die Flucht geschlagen haben soll, ist nun ein entsprechendes Jubelstück am Theater geplant. Intendant Freiherr von Luck, von Haus aus ein zackiger Rittmeister mit militärischer Attitüde, hat zwar das Vertrauen des Herzogpaars, ist aber aufgrund seiner hochtrabenden Auftritte bei den darstellenden Künstlern alles andere als beliebt. Besonders die Nachwuchsmimin Marianne Hartung legt mit von Luck über Kreuz. Herzog Albrecht ermahnt ihn daraufhin ausdrücklich, besser mit den Schauspielern klarzukommen. Das unter Pseudonym „Kajetan 66“ eingereichte Otto-Stück ist ausgesprochen schwülstig, pathetisch und auch noch schlecht geschrieben – eigentlich ein klares Zeichen dafür, es an den Absender schleunigst zurückzuschicken. Doch merkwürdigerweise besteht der Potentat von Lauffenburg, der sonst allem Modernen ablehnend gegenübersteht, auf der Aufführung der Bühnenschmonzette mit dem Titel „Der eiserne Herzog“. Luck, der sich weigert, das Stück in dem von ihm geleiteten Hoftheater aufzuführen, ahnt nicht, dass der Herzog höchstselbst der Autor des banalen Laienspiels ist und schickt es zurück.
Professor Titus Schmittchen wird dabei beobachtet, wie dieser das Manuskript vom Postamt abholt. Nun glaubt man, dass der alte Zausel, einst Lehrer des Lauffenburg-Herrschers, dieses Stück „verbrochen“ hat. Zwischen Herzog Albrecht und Intendant von Luck kommt es zu einem ernsthaften Dissens, denn der Monarch erwartet, dass in seinem Residenztheater das verschmähte Stück aufgeführt wird. Rasch werden neben den stilistischen Schwächen auch handfeste historische Fehler ausgemacht. Die Biografie Ottos in „Der eiserne Herzog“ ist stark geschönt: Der Vorfahr war mitnichten ein Kriegsheld, sondern hatte sich im entscheidenden Moment der Abwehrschlacht mit seiner Geliebten im Schlafgemach verlustiert. Entsprechend diesem Forschungsstand (der vom Herzog geflissentlich ignoriert wird) lässt von Luck das Theaterstück durch Prof. Schmittchen umschreiben. Dem Herzog, der sich gerade auf Reisen befindet, wird nichts von Lucks Eigenmächtigkeit mitgeteilt. Die Uraufführung naht, und das Herzogpaar nimmt an der feierlichen Premiere teil. Als es zur entscheidenden Szene kommt, in der sich Otto mit seiner Geliebten amüsiert anstatt auf dem Felde zu glänzen, bricht im Publikum fröhliches Gelächter aus. Herzog Albrecht kocht, doch seine Gattin ist weise genug, ihn davon zu überzeugen, sich vor dem Volk nichts anmerken zu lassen. Und so schweigt der Herrscher seine Autorenschaft tot und beschließt, es bei dieser einmaligen Aufführung zu belassen. Intendant Luck und seine einst größte Kritikerin, Marianne Hartung, sind sich derweil näher gekommen und haben sich verlobt.

## Produktionsnotizen
Die Dreharbeiten zu Kleine Residenz begannen mit den Studioaufnahmen in den Bavaria-Ateliers am 17. Dezember 1941 und endeten Anfang Januar 1942. Die Außenaufnahmen begannen am 13. Januar und endeten etwa zwei Wochen darauf. Zwischen Anfang Februar und Mitte März 1942 wurden noch einmal Studioaufnahmen angefertigt. Die Kleinstadt Ansbach bildete die Kulisse der Residenzstadt im Film, für die Innenaufnahmen des Residenztheaters wurde das Residenztheater München herangezogen.
Der Film wurde am 28. Mai 1942 in Danzig uraufgeführt. Am 2. Juli desselben Jahres erfolgte die Berliner Premiere. Die Produktionskosten beliefen sich auf etwa 1.189.000 RM. Der Film erhielt die staatlichen Prädikate „künstlerisch wertvoll“ und „volkstümlich wertvoll“.
Gerhard Heydenreich übernahm die Herstellungs- und die Produktionsleitung. Hans Sohnle und Max Seefelder gestalteten die Filmbauten. Emil Specht sorgte für den Ton. Hans Hannes verfasste die Texte zu den Liedern von Leo Leux.
Zwei Musiktitel wurden gespielt:
- Hast Du Dich aber fein gemacht, gesungen von Waldemar Frahm und Ilse Gramholz.
- Hochzeitskuchen gibt es zu versuchen, vorgetragen von einem Chor.

## Rezeption und Kritiken
„Eine Musterleistung des von mir seit längerer Zeit geforderten und geförderten guten Unterhaltungsfilmes für den Krieg.“

Im Lexikon des Internationalen Films heißt es: „Betagte deutsche Komödie, die die hohle Fürstenverehrung deutscher Kleinstaaten verulkt und zugleich verdeckte parodistische Seitenhiebe auf den NS-Kulturbetrieb wagte. Witzig, gut gespielt und charmant in Szene gesetzt.“

„Mit liebenswürdiger Ironie schilderte Zerlett (Buch und Regie) die Atmosphäre einer kleinen Residenz um 1910, in deren erlebnismäßigen Mittelpunkt das herzogliche Hoftheater stand.“